# Genk on Stage
Genk on Stage is een openluchtfestival in de binnenstad van de Belgische stad Genk. Het is een gratis en driedaags festival dat jaarlijks in het laatste weekend van juni plaatsvindt. Met ruim 100.000 bezoekers per jaar is het een van de grotere Belgische muziekfestivals.
Genk on Stage ontstond in 1982 onder de benaming Swingin' Genk onder de creatieve impuls van Jos Baar en de Genkse Jonge Economische Kamer. Einde 2002 nam de stad Genk de organisatie over van de vzw Swingin' Genk. Het concept van het festival werd aangepast tot het huidige concept waarin zowel internationale en nationale artiesten als lokale groepen aan bod komen.
Het hoofdpodium (Main Stage) bevindt zich op het vernieuwde stadsplein. Er zijn nog een aantal andere podia: “Hete Kolen”, “Effort”, “Club”, “Casa de Koktèl”, “Puur”, “Piazza Bongiorno”, “Apéro Lokalle”, “Gencker Podium” & “Rootenstraat on Fire”.
Artiesten die al opgetreden hebben in Genk zijn onder andere The Human League, Daan, Belle Pérez, Sam Bettens, Urban Trad, The Van Jets, Fixkes, Milow, Dez Mona, De Mens, Monza, Praga Khan, Fun Lovin' Criminals, Level 42, Fischer Z, Zita Swoon, Clouseau, Boy George, Gers Pardoel, Laura Tesoro en vele anderen.

## Artiesten
2014
Vrijdag, 27 juni
- Main Stage: Yass, Axelle Red, Boy George (VK)
- Fruit Stage: Bettes, Duplicate, Rob de Nijs (NL)
- Factor J: Gewelt, Stavroz, Ninetoes (DE), Robin Schulz (DE)

Zaterdag, 28 juni
- Main Stage: Guy Swinnen Band, Will and the People (VK), Praga Khan, Arno
- Fruit Stage: The Swish, Holy Mud, Koyle, The Wolf Banes, Gorki
- Factor J: Yawns, Reena Riot, Mintzkov, Kraantje Pappie (NL), Squarelectric
- Factor J²: Dvkes, Hazy Hands, Tiewai, Delv!s
- Villa Cité: Late Night Knockout, Youssef, V.P.R., The Villa Basstards, Dr. Zebra, The Villa DJ's
- Genker Straatje: Don Luca, Pourkwappa XXL, Claudia Guarraci

Zondag, 29 juni
- Main Stage: Along Comes Mary, Radio Guga, Gers Pardoel (NL), Clouseau
- Fruit Stage: Tevona Band, De Geest, Elisa (IT), Flip Kowlier
- Factor J: Anick Berghmans, Mathijs, Radio Oorwoud, Benefactors, Tubelight, Kenji Minogue, The Subs
- Factor J²: Hydrogen Sea, Little Trouble Kids, Hitsville Drunks
- Villa Cité: Hanon, The Other Kids, DJ Jorn, Lisa Huygen, My Dog Is Radioactive, DRPS
- Genker Straatje: Mental Circus, The Dirty Hips, Jaded, Belgian Quo Band

2015
Vrijdag, 26 juni
- Main Stage: Admiral Freebee, Arsenal
- "Fruit Stage": Grand Hammond, Level Six, Café Flamand
- Factor J: Luxury, Bondax, Faul & Wad Ad

Zaterdag, 27 juni
- Main Stage: Racoon
- "Fruit Stage": De Fanfaar, Daktari, De Post, De Geest, De Mens
- Factor J: Team William, Omar Souleyman
- Factor J²: Douglas Firs

Zondag, 28 juni
- Main Stage: Jett Rebel, Scala, Novastar
- "Fruit Stage": Academie Genk, The Skadillacs, Nielson, Les Truttes
- Factor J: Ketnetband, The Hickey Underworld, Magnus
- Factor J²: Gruppo Di Pawlowski